# Buslijn 48 (Haaglanden)
Buslijn 48 reed in de regio Haaglanden in de Nederlandse provincie Zuid-Holland. Circa 16 jaar vormde buslijn 48 min of meer een drie-eenheid met buslijn 44 en 47. Die laatste twee reden tot in Leidschendam, terwijl lijn 48 meestal verder reed, naar Voorschoten, Leiden en Leiderdorp. De exploitatie was 27 jaar in handen van de NZH, daarna korte tijd Westnederland, en in de 17 jaar daarna in volgorde in handen van ZWN⁣, Connexxion en Veolia.

## Geschiedenis
In 1966 ging buslijn 48 rijden tussen Station Den Haag Staatsspoor en station Leiden, min of meer via de oude route van HTM-buslijn 40, die samen met HTM-buslijn 41 en 42 in 1958 de blauwe tram hadden vervangen tussen Scheveningen en Voorburg. Die volgden dus ook ongeveer de voormalige route van de blauwe tram, maar werden in 1966 opgeheven; lijn 42 zelfs al in 1965. Maar bus 48 volgde de oude tramroute verder; via Voorschoten naar Leiden.
In 1972/73 was de route hetzelfde tot aan Leidschendam Damlaan. Daarna ging het via Bachlaan--Heuvelweg--Amstelweg en Noordsingel tot Schakenbosch. Ook deze lijn volgde deels de oude tram-route. Buslijn 46 volgde dezelfde route, behalve de omweg door Leidschendam.
Per 3 november 1974 ging lijn 48 rijden tussen Den Haag Houtmarkt/Turfmarkt - (daar was toen een onoverdekt tram/busstation) -Leidschendam Schakenbosch. Met een grote omweg via Amsterdamse Veerkade, Wagenstraat, Stationsweg, Station HS, Rijswijkse plein en Schenkviadukt. Bij station HS was toen een krap streekbusstation, met de streeklijnen 1, 43, 45, 47, 48, 54, 90 en 91. Dat was ter hoogte van waar anno 2022 de taxi-standplaats is. Maar liefst acht buslijnen persten zich in die tijd door de nauwe Stationsweg en Wagenstraat: WN-lijn 1, HTM-lijn 5, 18, 19, en NZH-lijn 45, 47, 48, en WN-lijn 54. Tegenwoordig rijdt er helemaal geen buslijn meer door die straten. (Tot 1926 reden er ook trams)
De oude tram-route werd door deze wijziging in 1974 verlaten door lijn 48. WN-lijn 1, HTM-lijn 26 en NZH-lijn 46 bleven nog wel gedeeltelijk zo rijden. Voortaan ging lijn 48 via Schenkkade, Koningin Julianalaan, Mgr. van Steelaan, Rode laan, Prins Bernhardlaan, Noordsingel, Veursestraatweg, Voorschoten en Leiden naar Leiderdorp. Buslijn 45 reed tot in Leidschendam dezelfde route, maar ging toen via Voorschoten naar Wassenaar. Maar liefst tot in 2011 zou er in Leiderdorp een eindpunt van lijn 48 zijn.
1976 was het begin van de drie-eenheid van de buslijnen 44,47 en 48: gedrieën reden zij van tram/busstation Houtmarkt via de eerder genoemde omweg naar Voorburg. Daar ging het via Koningin Julianalaan, Mgr. van Steelaan, Leidschendam Heuvelweg, Amstelweg, Noordsingel. Lijn 44 en 47 bleven in Leidschendam, lijn 48 ging dóór naar Leiderdorp.
In de loop van 1976 veranderde de route te Leidschendam in Heuvelweg-Banninglaan-Noordsingel. In 1976-77 reed lijn 49 ook dezelfde route tussen Houtmarkt en Leidschendam, en was er dus eigenlijk een "vier-eenheid". Er reden dus vier NZH-buslijnen door de krappe Wagenstraat en Stationsweg, plus een WN-buslijn en drie HTM-buslijnen. Alle vier NZH-lijnen gingen over het Schenkviadukt. Na deze periode was lijn 49 er niet meer, en is het aantal NZH-lijnen op deze route nooit meer meer dan drie geweest.
Van 1977 tot de zomer van 1992 werd de route in Voorburg Mgr. van Steelaan-Rode laan-Prins Bernhardlaan.
In 1982-83 werd nog steeds het krappe 'busstation' naast station HS aangedaan; er stopten in die tijd acht streeklijnen aan dezelfde stoeprand: lijn 43, 44, 47, 48, 90, 91, 127 en 128. Lijn 43, 90 en 91 reden niet door Wagenstraat en Stationsweg.
In de loop van 1983 werd tram/busstation Houtmarkt opgeheven. De grote omweg verviel, en ook 'streekbusstation' HS. Het nieuwe vertrekpunt van alle streeklijnen was sindsdien bovenop het Centraal station. Vandaar reed lijn 48 eerst omlaag via de toenmalige busbaan richting Theresiastraat, onder het tramviaduct door, dan langs de Utrechtse baan naar Ternoot (tramhalte op tramviaduct), dan Beatrixlaan, Schenkkade, en daarna de oude route. In de andere richting was er een rechte busbaan op het prins Bernhard viaduct.
Wegens de komst in juli 1992 van tramlijn 3 (nu 2) te Voorburg verdwenen de lijn 44 en 48 uit die buurt. Dit was het einde van de 'drie-eenheid'. Lijn 48 verdween zelfs uit geheel Den Haag en Voorburg. Leidschendam Anthoniushove werd zijn nieuwe vertrekpunt. Via Burg. Banninglaan, Noordsingel, Voorschoten en Leiden ging het naar Leiderdorp.
In 1995 werd lijn 48 weer flink langer; hij mocht helemaal naar Delft doorrijden, en werd daarmee de langste streekbuslijn in de regio, en de eerste tussen Delft en Leiderdorp. De NZH was uit de regio verdwenen, en Westnederland was samengegaan met ZWN. Zodoende verbond lijn 48 het voormalige NZH-vervoergebied met het voormalige vervoersgebied van Westnederland. Vanuit Delft ging het via Beatrixlaan, Rijswijk 't Haantje, Rijswijk Plaspoelpolder, Lindelaan, Geestbrugweg, Voorburg prinses Mariannelaan, Parkweg, Rozenboomlaan, en Leidschendam Noordsingel. Dit bleef zo tot juli 2000.
In juli 2000 veranderde de route in Leidschendam in Noordsingel-Burg. Banninglaan-Heuvelweg-Dillenburgsingel-Noordsingel.
In 2002 was het alweer voorbij met de rechtstreekse verbinding tussen Delft en Leiderdorp. Lijn 48 verdween uit Delft, Rijswijk, Voorburg en Leidschendam. Het vertrekpunt kwam in Voorschoten te liggen; sindsdien reed lijn 48 alleen nog tussen Voorschoten en Leiderdorp.
In 2012 is lijn 48 niet langer op de lijnennetkaart of in de regio Haaglanden te bekennen en dus opgeheven.

### Trivia
- In januari 2024 keerde het lijnummer 48 voor enkele dagen terug, maar dan voor een speciale tramlijn Station HS - Station Centraal - World Forum - Statenkwartier - Duinstraat- Scheveningen Noorderstrand, vanwege een internationaal studentencongres in het Worldforum. Het was de eerste keer dat er een lijndienst gebruik maakte van de recente nieuwe sporen die nu lijn 17 met lijn 11 verbinden. Voorheen kon dit slechts in één richting.[1]